# 押川修一郎
押川 修一郎（おしかわ しゅういちろう、1955年（昭和30年）5月29日 - ）は、日本の政治家。宮崎県西都市長（2期）、元宮崎県議会議員（4期）。

## 来歴
宮崎県都於郡村（現・西都市）に生まれる。都於郡村は1958年（昭和33年）4月1日に西都町に編入され、西都町は同年11月1日に市制施行する。西都市立都於郡小学校、西都市立都於郡中学校、宮崎県立本庄高等学校卒業。
2003年（平成15年）の宮崎県議会議員選挙に西都市選挙区（定数2）から無所属で立候補し初当選。2007年（平成19年）の県議選は自由民主党公認で再選した。
2011年（平成23年）、西都市・西米良村選挙区（定数1）において3選。2015年（平成27年）に4選。2016年（平成28年）9月2日、県議を辞職。
2017年（平成29年）1月29日に行われた西都市長選挙に出馬。現職の橋田和実との一騎打ちを制し初当選した。2月5日、市長就任。
※当日有権者数：26,258人 最終投票率：67.55%（前回比：－1.18pts）
| 候補者名   | 年齢 | 所属党派 | 新旧別 | 得票数   | 得票率 | 推薦・支持 |
| ---------- | ---- | -------- | ------ | -------- | ------ | ---------- |
| 押川修一郎 | 61   | 無所属   | 新     | 11,526票 | 65.20% |            |
| 橋田和実   | 64   | 無所属   | 現     | 6,152票  | 34.80% |            |

2021年1月24日に行われた西都市長選挙に自民党の推薦を受けて立候補するも、前職の橋田に敗れ落選。
※当日有権者数：25,096人 最終投票率：65.22%（前回比：ー2.33pts）
| 候補者名   | 年齢 | 所属党派 | 新旧別 | 得票数  | 得票率 | 推薦・支持     |
| ---------- | ---- | -------- | ------ | ------- | ------ | -------------- |
| 橋田和実   | 68   | 無所属   | 元     | 8,655票 | 53.39% |                |
| 押川修一郎 | 65   | 無所属   | 現     | 7,557票 | 46.61% | （推薦）自民党 |

2025年1月28日に行われた西都市長選挙に現職の橋田らを破り返り咲いた。※当日有権者数：23,781人 最終投票率：60.96%（前回比：ー4.26pts）
開票結果は、当選 押川修一郎（69歳）無所属 元 6,503票（45.19%）、橋田和実（72歳）無所属 現 5,017票（34.87%）、楠瀬寿彦（69歳）無所属 新 2,043票（14.2%）、横峯良郎（64歳）無所属 新 826票（5.74%）だった。